# Strich (Isen)

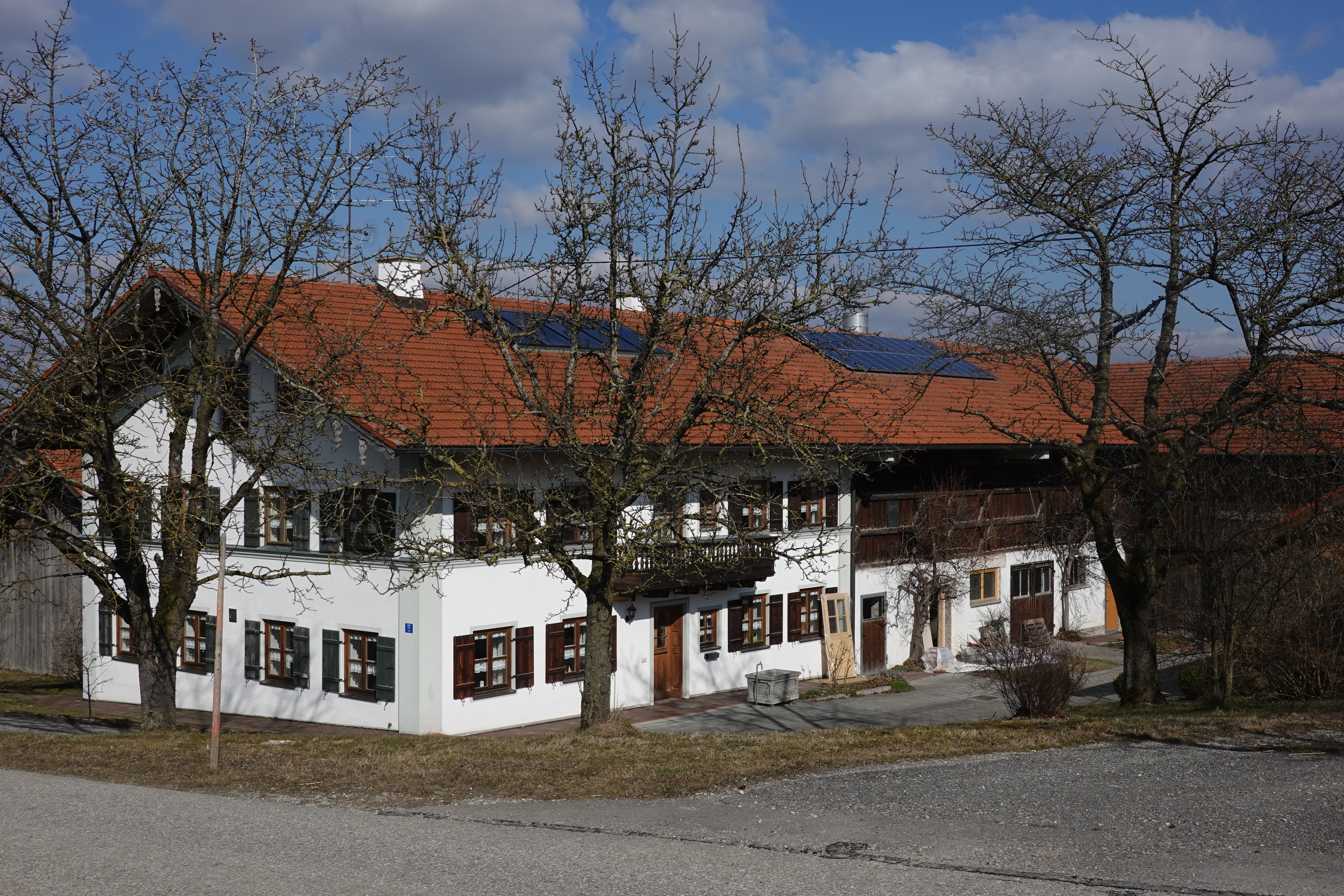
Bauernhaus (2022)

Strich ist ein Gemeindeteil des Marktes Isen im oberbayerischen Landkreis Erding.

## Geographie
Strich ist ein über 1 Kilometer langes Straßen-Streudorf.

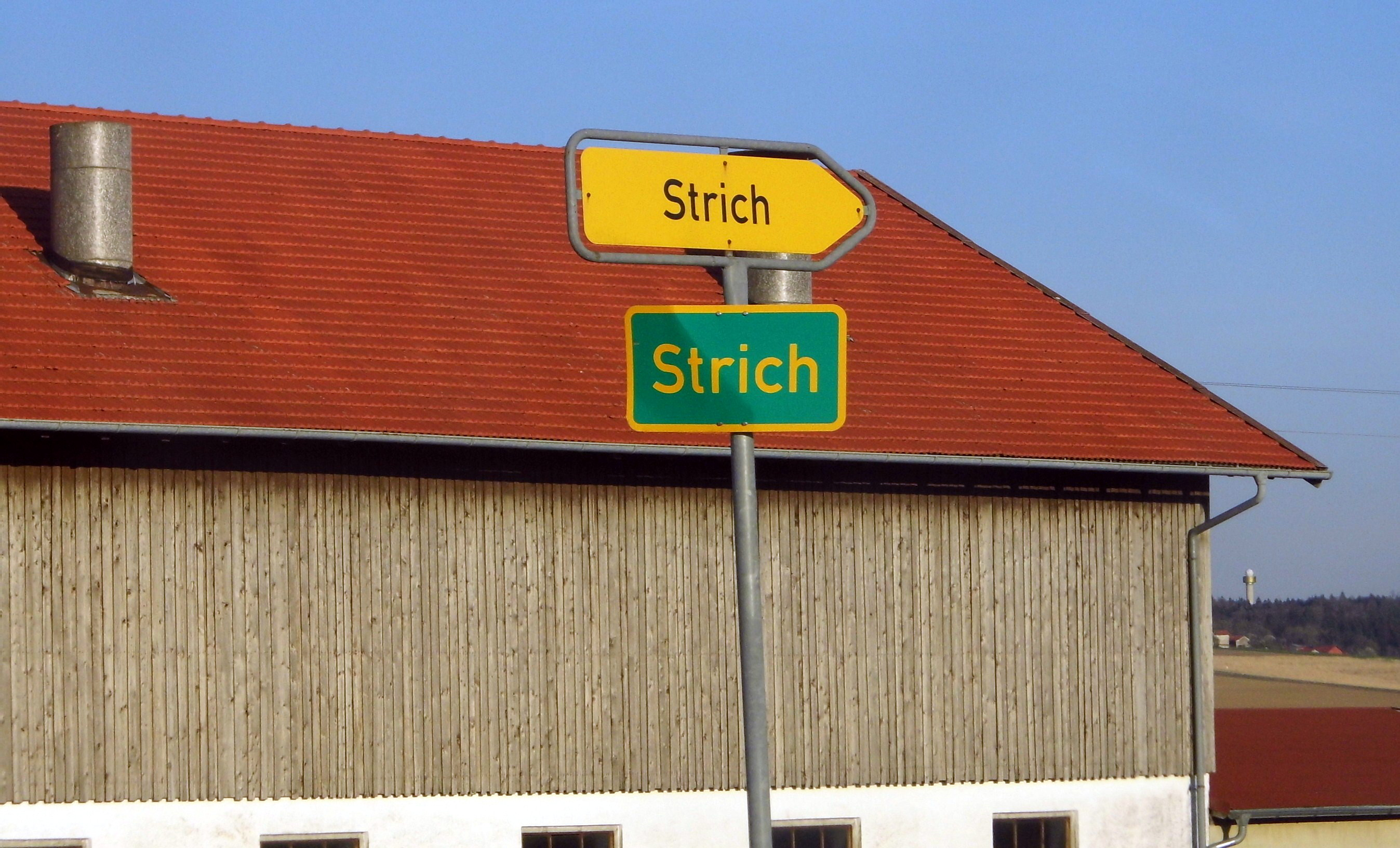
Wegweiser nach Strich incl. Ortsschild

Das Dorf liegt circa 2,5 km südlich von Isen und ist über die Kreisstraße ED 10 an das deutsche Straßennetz angeschlossen. Zu Strich gehören 8 Einzelhöfe bzw. Einöden, von denen 7 östlich einer nahezu geradlinig in Nord-Süd-Richtung verlaufenden Verbindungsstraße liegen, und zwar Kern, Thalecker, Gruber, Wimmer, Stadler, Keilhacker und Lehner.